# Jean-Maxime Ndongo
Jean-Maxime Ndongo (ur. 8 listopada 1992 w Duali) – piłkarz z Gwinei Równikowej grający na pozycji pomocnika. Od 2020 jest zawodnikiem klubu Futuro Kings FC.

## Kariera klubowa
Ndongo jest wychowankiem klubu Deportivo Mongomo. W 2009 roku zadebiutował w jego barwach w pierwszej lidze Gwinei Równikowej. W 2010 roku wywalczył z nim mistrzostwo kraju. W 2015 roku przeszedł do Racingu Micomeseng, w którym grał do 2019 roku. W 2015 roku wywalczył z nim mistrzostwo Gwinei Równikowej, w 2017 - wicemistrzostwo, a w 2016 zdobył Puchar Gwinei Równikowej. W 2020 przeszedł do Futuro Kings FC.

## Kariera reprezentacyjna
W reprezentacji Gwinei Równikowej Ndongo zadebiutował 8 lutego 2011 roku w wygranym 2:0 towarzyskim meczu z Czadem. W 2012 roku został powołany do kadry na Puchar Narodów Afryki 2012. Od 2011 do 2012 wystąpił w kadrze narodowej 7 razy.